# Scopula albiflava
Scopula albiflava là một loài bướm đêm trong họ Geometridae.